# 10036 McGaha
10036 McGaha è un asteroide della fascia principale. Scoperto nel 1982, presenta un'orbita caratterizzata da un semiasse maggiore pari a 2,4339617 au e da un'eccentricità di 0,2305725, inclinata di 3,81471° rispetto all'eclittica.
L'asteroide è dedicato all'astronomo statunitense James E. McGaha.